# São Rafael (cruzador)
O São Rafael foi um cruzador português da classe São Gabriel. Bombardeu o Palácio Real durante a revolução que pôs fim à monarquia. Foi enviado para o norte do país para reprimir uma incursão monárquica. Encalhou por mau tempo em Vila do Conde, na foz do rio Ave em 1911. Houve uma vítima entre os 183 homens a bordo .